# Ferrante Caracciolo, I duca di Airola
Ferrante Caracciolo, I duca di Airola (Napoli, ... – Napoli, 20 gennaio 1596), è stato un nobile e militare italiano.

## Biografia
Figlio di Marcello, conte di Biccari e membro della guardia personale di Ferdinando il Cattolico, e della sua seconda moglie, Emilia Carafa, Ferrante nacque a Napoli nella prima metà del XVI secolo.
Nel 1552 si portò a Ginevra per cercare di convincere il cugino Galeazzo Caracciolo, che aveva abbracciato il calvinismo, a convertirsi. In quello stesso anno Anton Francesco Doni gli dedicò la sua opera La moral filosofia nel 1552.
Nel 1566, ancor prima che venisse costituita l'armata congiunta delle potenze europee contro i Turchi e il pericolo di una loro incursione era comunque presente, Ferrante, che aveva intrapreso la carriera militare, ricevette il 25 luglio di quello stesso anno, dal viceré il duca di Alcalà, l'ordine di portarsi nella provincia della Capitanata e di provvedere alla difesa delle coste con 2000 fanti. Tornò a Napoli solo nel 1568, anno in cui venne nominato comandante del presidio militare di Barletta, dove suo padre era stato per diversi anni castellano.
Quando nel 1571 venne costituita ufficialmente la lega militare contro i Turchi, il Caracciolo prese parte alla battaglia di Lepanto del 7 ottobre di quello stesso anno, al seguito della flotta spagnola (affiancata a quella pontificia e veneziana), al comando di don Giovanni d'Austria. Dopo questa operazione, il Caracciolo si dedicò anche alla scrittura di genere, componendo una Vita di don Giovanni d'Austria figlio dell'imperatore Carlo V che venne data alle stampe nel 1581, oltre ad un volume sull'origine della famiglia Caracciolo e della famiglia Carafa. Nel 1575 ebbe modo di acquistare il feudo di Airola, nella provincia del Principato Ultra, ottenendo il titolo di duca nel 1581 dal re Filippo II di Spagna. In quello stesso 1575 il Caracciolo fece realizzare una statua in memoria del padre all'interno della cappella Caracciolo di Vico.
Nel 1582 venne nominato governatore delle province pugliesi di Otranto e di Bari.
Tre anni più tardi, nel 1585, il Caracciolo si recò in Spagna ove rese fedele omaggio a Filippo II e dove, in seconde nozze, sposò Camilla Carafa, dei duchi di Nocera, dopo essere rimasto vedovo della prima consorte, Camilla Loffredo dei marchesi di Trevico.
Dal 1590 al 1592 fu stratigoto a Messina, guadagnandosi la fiducia degli abitanti della città, soprattutto in materia di flessibilità fiscale.
Morì a Napoli il 20 gennaio 1596 e venne sepolto nella chiesa di Gesù e Maria.

## Ascendenza
|                                                   |                                                 |                                                 | Genitori                             |  |  | Nonni |  |  | Bisnonni                                    |  |  | Trisnonni                 |  |
|                                                   |                                                 |                                                 |                                      |  |  |       |  |  | Colantonio Caracciolo, signore di Casapiola |  |  | Gualtieri Caracciolo Ugot |  |
|                                                   |                                                 |                                                 |                                      |  |  |       |  |  | Colantonio Caracciolo, signore di Casapiola |  |  | Gualtieri Caracciolo Ugot |  |
|                                                   |                                                 | Martuscella Piscicelli                          |                                      |  |  |       |  |  | Colantonio Caracciolo, signore di Casapiola |  |  |                           |  |
| Galeazzo Caracciolo                               |                                                 |                                                 |                                      |  |  |       |  |  | Colantonio Caracciolo, signore di Casapiola |  |  |                           |  |
|                                                   |                                                 | Maria Caracciolo Pisquizi                       | Filippo Caracciolo Pisquizi          |  |  |       |  |  |                                             |  |  |                           |  |
|                                                   |                                                 | Maria Caracciolo Pisquizi                       | Filippo Caracciolo Pisquizi          |  |  |       |  |  |                                             |  |  |                           |  |
|                                                   |                                                 | Maria Caracciolo Pisquizi                       | Antonia Caracciolo                   |  |  |       |  |  |                                             |  |  |                           |  |
| Marcello Caracciolo, conte di Biccari             |                                                 | Maria Caracciolo Pisquizi                       |                                      |  |  |       |  |  |                                             |  |  |                           |  |
|                                                   |                                                 | Fabrizio della Leonessa, signore di Montemarano | Enrico della Leonessa                |  |  |       |  |  |                                             |  |  |                           |  |
|                                                   |                                                 | Fabrizio della Leonessa, signore di Montemarano | Enrico della Leonessa                |  |  |       |  |  |                                             |  |  |                           |  |
|                                                   |                                                 | Fabrizio della Leonessa, signore di Montemarano |                                      |  |  |       |  |  |                                             |  |  |                           |  |
| Camilla della Leonessa                            |                                                 | Fabrizio della Leonessa, signore di Montemarano |                                      |  |  |       |  |  |                                             |  |  |                           |  |
|                                                   |                                                 | Belisandra d'Aquino                             | Anton Giovanni d'Aquino              |  |  |       |  |  |                                             |  |  |                           |  |
|                                                   |                                                 | Belisandra d'Aquino                             | Anton Giovanni d'Aquino              |  |  |       |  |  |                                             |  |  |                           |  |
|                                                   |                                                 | Belisandra d'Aquino                             | Maria Girardi                        |  |  |       |  |  |                                             |  |  |                           |  |
| Ferrante Caracciolo, I duca di Airola             |                                                 | Belisandra d'Aquino                             |                                      |  |  |       |  |  |                                             |  |  |                           |  |
|                                                   | Malizia Carafa della Stadera, signore di Regino | Tommaso Carafa della Stadera                    |                                      |  |  |       |  |  |                                             |  |  |                           |  |
|                                                   | Malizia Carafa della Stadera, signore di Regino | Tommaso Carafa della Stadera                    |                                      |  |  |       |  |  |                                             |  |  |                           |  |
|                                                   | Malizia Carafa della Stadera, signore di Regino | Letizia di Diano                                |                                      |  |  |       |  |  |                                             |  |  |                           |  |
| Rinaldo Carafa della Stadera, signore di Chiusano | Malizia Carafa della Stadera, signore di Regino |                                                 |                                      |  |  |       |  |  |                                             |  |  |                           |  |
|                                                   |                                                 | Marella Capece Piscicelli                       | Luigi Capece Piscicelli              |  |  |       |  |  |                                             |  |  |                           |  |
|                                                   |                                                 | Marella Capece Piscicelli                       | Luigi Capece Piscicelli              |  |  |       |  |  |                                             |  |  |                           |  |
|                                                   |                                                 | Marella Capece Piscicelli                       | Maria Guastaferro                    |  |  |       |  |  |                                             |  |  |                           |  |
| Emilia Carafa della Stadera                       |                                                 | Marella Capece Piscicelli                       |                                      |  |  |       |  |  |                                             |  |  |                           |  |
|                                                   |                                                 | Paolo Carafa, signore di Montefalcione          | Andrea Carafa, barone di Roccasicone |  |  |       |  |  |                                             |  |  |                           |  |
|                                                   |                                                 | Paolo Carafa, signore di Montefalcione          | Andrea Carafa, barone di Roccasicone |  |  |       |  |  |                                             |  |  |                           |  |
|                                                   |                                                 | Paolo Carafa, signore di Montefalcione          | …                                    |  |  |       |  |  |                                             |  |  |                           |  |
| Giovanna Carafa, signora di Ferrazzano            |                                                 | Paolo Carafa, signore di Montefalcione          |                                      |  |  |       |  |  |                                             |  |  |                           |  |
|                                                   |                                                 | Elisabetta Frangipani della Tolfa               | …                                    |  |  |       |  |  |                                             |  |  |                           |  |
|                                                   |                                                 | Elisabetta Frangipani della Tolfa               | …                                    |  |  |       |  |  |                                             |  |  |                           |  |
|                                                   |                                                 | Elisabetta Frangipani della Tolfa               | …                                    |  |  |       |  |  |                                             |  |  |                           |  |
|                                                   |                                                 | Elisabetta Frangipani della Tolfa               |                                      |  |  |       |  |  |                                             |  |  |                           |  |